# 72021 Yisunji
72021 Yisunji è un asteroide della fascia principale. Scoperto nel 2000, presenta un'orbita caratterizzata da un semiasse maggiore pari a 2,3640378 UA e da un'eccentricità di 0,1313438, inclinata di 7,09054° rispetto all'eclittica.
L'asteroide è dedicato all'astronomo coreano Yi Sunji.